# 晋阳县 (赵国)
晋阳县，山西省古县名。

## 沿革
晋阳城（在今山西省太原市西南古城营）曾为赵国早期都城。戰國時期，趙國已設有晋阳县。秦庄襄王二年（前248年），蒙骜攻赵国，定太原。次年置太原郡。晋阳县县城即晋阳城，秦至汉为太原郡治，东汉后又为并州治。西晋末扩展城垣，周27里。北齐河清（562年—565年）中，于汾水（今汾河）东岸增筑一城，州郡与县分城而治，州郡治旧城（西城），县治新城（东城）。武平（570年—576年）中，又于旧城内增置龙山县。
隋朝开皇（581年—600年）中，改龙山县为晋阳县，改晋阳县为太原县。唐朝时，于东西二城间跨汾水筑中城，三城周凡40里；建号北京，兼为河东节度使治所。五代时，先后为晋及北汉国都。北宋太平兴国四年（979年），平北汉，毁晋阳城宫殿，移并州于阳曲县（今山西省太原市），并晋阳县、太原县和而为一，改名平晋县，移治于旧城东北，另建新城。

## 縣令
- 趙迲疾，趙惠文王二十八年（前271年）見任。[1]
- 徐润，河南人，晉懷帝時見任。[3]
- 古彤，北魏明元帝時見任。[4]
- 王纮，字师罗，太安狄那人，北魏孝明帝時見任。[5]
- 孫孝敏，魏郡武水人，隋煬帝大業中在任。[6]
- 劉文靜，字肇仁，京兆武功人，隋煬帝大業末在任。[7]
- 李憕，并州文水人，唐玄宗開元中在任。[8]
- 劉巨敖，彭城人，8世紀見任。[9]
- 窦巩，唐穆宗長慶元年（821年）見任。[10]
- 狄惟谦，唐武宗時見任。[11]
- 鄭液，唐宣宗大中十二年（858年）離任。[12]
- 刘继儒，晋出帝時見任。[13]